# Michael Bordt
Michael Bordt, sj, né le 28 avril 1960 à Hambourg, est un jésuite allemand, professeur de philosophie spécialisé dans des travaux de recherche sur Platon et Aristote. Il est président de l'Institut de philosophie et de leadership à Munich.

## Carrière
Après son baccalauréat et son service civil, Michael Bordt étudie la théologie à l'université de Hambourg de 1981 à 1983, puis de 1983 à 1985 à l'école de philosophie et de théologie de Francfort, dirigée par les jésuites. Il étudie ensuite à l'école supérieure de philosophie de Munich de 1985 à 1988. Sa thèse repose sur le concept de l'être chez Platon dans Le Sophiste.
Michael Bordt entre à la Compagnie de Jésus en 1988. Il termine son Studium de théologie à l'université Louis-et-Maximilien de Munich de 1990 à 1992. En 1992-1993, il retourne à l'école de philosophie et de théologie de Francfort, puis il est envoyé à l'université d'Oxford en 1994. Il y obtient en 1997 un doctorat sur son commentaire du dialogue de Lysis de Platon. Son directeur de thèse est Michael Frede. Il fonde le cercle aristotélicien (Aristoteleskreis) en 1997 à Munich.
Il obtient une bourse de recherche à l'université de Princeton en 2001-2002 et il est reçu en 2003 à l'université de Fribourg grâce à une monographie sur la théologie de Platon.
Depuis 1997, Bordt travaille à la Hochschule für Philosophie de Munich, depuis 2004 comme professeur d'esthétique, d'anthropologie philosophique et d'histoire de la philosophie (spécialisation Antiquité et Wittgenstein). De 2005 à 2011, M. Bordt a été président de l'Université de philosophie et, depuis 2011, président de l'Institut de philosophie et de leadership à Munich. Il offre de l'accompagnement, des retraites et des cours de formation pour des cadres supérieurs des grands entreprises (par exemple BMW) et des entreprises familiales. Soutenu par la Fondation Karl Schlecht, l'institut organise plusieurs fois par an des académies pour les jeunes fondateurs, les start-ups, les fils et filles d'entreprises familiales et les étudiants très talentueux des matières MINT.

## Quelques travaux
- L´art de décevoir des parents, Il n´y pas d´âge pour commencer à vivre so propre vie!, Paris 2018
- Die Kunst die Eltern zu enttäuschen. Vom Mut zum selbstbestimmten Leben, Munich, 2017
- Die Kunst sich selbst zu verstehen. Den Weg ins eigene Leben finden, Munich, 2015
- Die Kunst sich selbst auszuhalten. Ein Weg zur inneren Freiheit, Munich 2013
- Was und wichtig ist oder warum die Wahrheit zählt. Gespräche mit Jesuiten über Gerechtigkeit, Veranwortung, und Spiritualität, Munich, 2010
- Was in Krisen zählt, Munich, 2009
- Platons Theologie, Fribourg, 2006
- Aristoteles Metaphysik XII, (Métaphysique XII d'Aristote) traduction et commentaires, Darmstadt, 2006
- Platon, Herder-Spekrum, Fribourg, 1999
- Die christliche Antwort auf die existentiellen Fragen des Menschens, in « Theologie und Philosophie » 77 (2002), pp. 110-118
- Platons Lysis (Lysis de Platon), traduction et commentaires, Ernst Heitsch und Carl Werner Müller, Göttingen, 1998 (thèse)